# Naichi
O "Japão Continental" (内地, naichi, lit. "terras interiores") é um termo usado para distinguir a área terrestre central do Japão de seus territórios periféricos. É mais comumente usado para distinguir as quatro maiores ilhas do país (Hokkaidō, Honshū, Kyūshū e Shikoku) de ilhas menores, como as Ilhas Ryukyu e as Ilhas Ogasawara, embora dependendo do contexto o termo "Japão Continental" possa se referir apenas a Honshū, a maior ilha.
O significado literal do termo em japonês pode ser melhor traduzido como "interior do Japão" ou "terras interiores". O termo "continente" é um tanto impreciso, pois geralmente se refere à totalidade ou parte de uma massa continental, e não a ilhas.
"Japão Continental" era um termo oficial no período pré-guerra, distinguindo o Japão propriamente dito de suas colônias no Extremo Oriente (que na época incluíam partes da Ásia continental). Após o fim da Segunda Guerra Mundial, seu uso tornou-se menos comum e perdeu seu significado jurídico anterior.

## Uso histórico
No Império Japonês do período pré-guerra, naichi referia-se ao continente do império. Os demais territórios do império eram chamados de gaichi (外地, lit. "terras exteriores").
O Artigo 1 do Direito Comum (共通法) da Constituição Meiji enumera os territórios com jurisdições legais, a saber: 

### Naichi
Naichi (内地, lit. "terras interiores") referia-se aos territórios sob controle direto do governo. Eles consistiam no seguinte: 
- Karafuto (desde 1943)[3]
- Ilhas Chishima (desde 1875)
- Hokkaido (desde 1947)
- Honshu
- Shikoku
- Kyūshū
- Ilhas Izu
- Ilhas Ryukyu (desde 1879)
- Ilhas Nanpō (desde 1891)
  - Ilhas Ogasawara
  - Ilhas Iwo
  - Okinotorishima
  - Minamitorishima
- Pequenas ilhas periféricas ao seu redor

### Gaichi
Esses territórios foram chamados de gaichi (外地, lit. "terras exteriores"). Faziam parte do Império do Japão, mas não estavam sob controle direto do governo central. 
- Hokkaido (até 1947)
- Ilhas Ryukyu (até 1879)
- Taiwan
  - Ilhas Spratly (desde 1941)
  - Ilhas Paracel (desde 1941)
- Karafuto (até 1943)
- Coreia
- Província de Kwantung
- Zona Ferroviária do Sul da Manchúria
- Mandato do Pacífico Sul [5]
- Território arrendado da baía de Kiautschou
- Tianjin
- Hankou
- Chongqing
- Suzhou
- Hangzhou
- Shashi

Embora nunca tenha sido abolido, a Lei Comum perdeu efeito na aplicação depois que o Japão perdeu todas as ex-colônias, ou gaichi, como resultado da Segunda Guerra Mundial.

## Uso moderno
Os residentes de Hokkaidō e Okinawa ocasionalmente usam naichi para se referir ao "continente", excluindo estas áreas. O uso coloquial é oficialmente "incorreto", já que ambas as áreas estão legalmente dentro de naichi . Em Hokkaidō, o termo oficial que se refere ao Japão, exceto Hokkaidō, é dōgai (lit. fora de Hokkaidō). Com dōgai se tornando comum até mesmo no uso coloquial, naichi deixou de ser usado.
O termo "ilhas principais" (本島 hontō) é usado para Hokkaido, Honshu, Kyushu, Shikoku e Okinawa. As outras 6.847 ilhas menores estimadas são chamadas de "ilhas remotas" (離島 ritō). 